# Apache Cassandra
Apache Cassandra e система за управление на бази данни с отворен код. Тази система е проект на Apache Software Foundation и е създадена с предназначение да се справя с много големи по обем бази данни, разпрострени на много на брой сървъри, като в същото време осигурява услуги с високо ниво на достъпност без практическа възможност за пропуск. Това решение на принципа на нерелационните бази данни е разработено по инициатива на Facebook и захранва неговия Inbox Search feature до края на 2010 г.
Cassandra осигурява структурирано хранилище от типа „ключ – стойност“ с регулируема съвместимост. Карта от ключове за множество стойности, които са групирани в пакети от колони по общи признаци, наречени фамилии. Фамилиите от колони са създадени в базата данни на Cassandra с определена структура, но не е ограничена възможността да се добавят колони, в която и да е фамилия по всяко време. Също така колоните се добавят само към определени ключове, следователно различните ключове разполагат с различен брой колони от всяка съществуваща фамилия. Стойностите във фамилията от колони за всеки конкретен ключ се съхраняват заедно.
Cassandra поддържа езика CQL (Cassandra Query Language), много подобен на SQL, с който администраторът може да манипулира данните.
```
CREATE TABLE users (
	id UUID PRIMARY KEY,
	username text,
	password text
);
```

Този прост пример показва създаването на таблица, съхраняваща данните за потребители – номер, име и парола.